# 史氏岩遊䲁
史氏岩遊䲁（學名：Enneanectes smithi），為輻鰭魚綱䲁形目三鰭䲁科岩遊䲁屬的一個種，被IUCN列為易危保育類動物，種名是為了紀念羅傑·韋爾斯利·史密斯（Roger Wellesley Smith）對劍橋大學聖保羅岩探險隊的協助而命名，分布於中東大西洋聖保羅岩海域，深度2至55公尺，背鰭3個，背鰭硬棘15枚、背鰭軟條7-9枚、臀鰭硬棘2枚、臀鰭軟條16枚，體長可達3分，棲息在礁石區，雌魚產附著性卵在藻類築的巢，雄魚會守護卵，幼魚為浮游性，生活習性不明。